# Piper distigmatum
Piper distigmatum là một loài thực vật thuộc họ Piperaceae. Đây là loài đặc hữu của Panama.